# Disenochus agilis
Disenochus agilis är en skalbaggsart som beskrevs av Sharp 1903. Disenochus agilis ingår i släktet Disenochus och familjen jordlöpare. Inga underarter finns listade i Catalogue of Life.